# Jasán Baróyev
Jasán Majarbékovich Baróyev –en ruso, Хасан Махарбекович Бароев– (Dusambé, 1 de diciembre de 1982) es un deportista ruso de origen osetio que compitió en lucha grecorromana.
Participó en tres Juegos Olímpicos de Verano, obteniendo en total una medalla de oro en Atenas 2004, en la categoría de 120 kg, y el 14.º lugar en Londres 2012. En Pekín 2008 obtuvo la medalla de plata, pero fue descalificado ocho años después por dopaje.
Ganó 3 medallas en el Campeonato Mundial de Lucha entre los años 2003 y 2007, y 5 medallas en el Campeonato Europeo de Lucha entre los años 2006 y 2012.

## Palmarés internacional
| Juegos Olímpicos   | Juegos Olímpicos    | Juegos Olímpicos  | Juegos Olímpicos |
| Año                | Lugar               | Medalla           | Categoría        |
| ------------------ | ------------------- | ----------------- | ---------------- |
| 2004               | Atenas (Grecia)     | Medalla de oro    | 120 kg           |
| 2008               | Pekín (China)       | DSC               | 120 kg           |
| Campeonato Mundial |                     |                   |                  |
| Año                | Lugar               | Medalla           | Categoría        |
| 2003               | Créteil (Francia)   | Medalla de oro    | 120 kg           |
| 2006               | Cantón (China)      | Medalla de oro    | 120 kg           |
| 2007               | Bakú (Azerbaiyán)   | Medalla de plata  | 120 kg           |
| Campeonato Europeo |                     |                   |                  |
| Año                | Lugar               | Medalla           | Categoría        |
| 2006               | Moscú (Rusia)       | Medalla de bronce | 120 kg           |
| 2007               | Sofía (Bulgaria)    | Medalla de oro    | 120 kg           |
| 2008               | Tampere (Finlandia) | Medalla de plata  | 120 kg           |
| 2011               | Dortmund (Alemania) | Medalla de oro    | 120 kg           |
| 2012               | Belgrado (Serbia)   | Medalla de plata  | 120 kg           |